# Kongen av Bastøy
Kongen av Bastøy - internationaal ook uitgebracht als King of Devil's Island - is een Noorse actiefilm uit 2010 onder regie van Marius Holst. Het is gebaseerd op een waargebeurd verhaal.

## Verhaal
Op het eiland Bastøy bevindt zich een berucht heropvoedingsinstituut voor jonge delinquenten tussen de 11 en 18 jaar met een streng en sadistisch regime. De film begint met de aankomst van Erling en Ivar, die respectievelijk als C19 en C5 worden aangeduid. De C staat voor Barak C waar de jongens worden gehuisvest. Olav (C1) is de leider van de barak en moet van de directeur de nieuwelingen wegwijs maken. Voor Olav zit de tijd er bijna op en hij wil alles aan doen om de vrijlating mogelijk te maken. Erling daarentegen is niet van plan zich in te schikken, beraamt een ontsnappingsplan en wacht op een geschikt moment. Tot die tijd zorgt hij voor materiaal als een afgebroken stuk zaagblad. Ook wordt hij door Olav geholpen zijn verhaal op te schrijven.
In de tussentijd wordt Ivar misbruikt door huisvader Bråthen en doet hij pogingen om uit zijn buurt te blijven. Dit mislukt echter.
Als Erling met een maat ervoor zorgt dat hij in de ziekenboeg terechtkomt na het eten van giftige paddenstoelen, grijpt hij de kans om te vluchten. Zijn maat is echter te ver heen, maar Ivar die ook in ziekenboeg ligt na zelfverminking, smeekt om hem mee te nemen. Erling weigert echter en weet met een roeiboot te ontsnappen naar het vasteland. Hij wordt echter weer gegrepen en gestraft voor zijn ontsnapping met stokslagen.
Erling weet Olav te overtuigen om de misstand met Ivar te gaan melden bij de directeur. Deze probeert het in de doofpot te stoppen en plaatst Ivar over van de was- naar de bosploeg. Ivar pleegt tijdens de bosdienst zelfmoord door verdrinking in zee. De directeur zet de huisvader op non-actief. Vlak daarna komt een commissie op het eiland om te adviseren over de vrijlating van mogelijke kandidaten. Olav is een van de gelukkigen, maar door de gebeurtenissen wordt hij gekweld door het niet nemen van zijn verantwoordelijkheid en wordt hij minder volgzaam. Op de dag van zijn vertrek blijkt huisvader Bråthen weer teruggekeerd te zijn en slaan bij Olav de stoppen door. Hij molesteert de huisvader, geholpen door Erling en Øystein. De drie worden in de isoleercel gezet, maar weten met enige hulp van Bjarne te ontsnappen. Dit is voor alle jongeren op het eiland het sein om de heft in eigen handen te nemen en wraak te nemen op hun begeleiders. De directeur verlaat statig het eiland per boot.
De Noorse autoriteiten komen in actie en sturen 150 gewapende soldaten om de macht te herstellen op het eiland. Erling en Olav weten uit handen te blijven en daar de zee bevroren is, nemen ze de gok om zo het vasteland te halen. Onderweg zakt Erling door het ijs en hij verdrinkt. Olav weet te overleven en vertelt het verhaal van Erling.

## Rolverdeling
- Stellan Skarsgård - Directeur
- Benjamin Helstad - Erling (C19)
- Trond Nilssen - Olav (C1)
- Kristoffer Joner - Huisvader Bråthen
- Morten Løvstad - Øystein
- Magnus Langlete - Ivar (C5)
- Frank-Thomas Andersen - Bjarne